# 耐恩二世
耐恩二世（Náin II）是托爾金小說虛構人物。
耐恩二世是都靈部族（Durin's folk）的首領，歐音（Óin）之子。在他的統治下，矮人得以和平居住在伊瑞德米斯林（Ered Mithrin），直至被惡龍攻擊。耐恩二世之子丹恩一世（Dáin I）繼任。耐恩二世有一個幼子波林（Borin）。